# Xã Elk, Quận Vinton, Ohio
Xã Elk (tiếng Anh: Elk Township) là một xã thuộc quận Vinton, tiểu bang Ohio, Hoa Kỳ. Năm 2010, dân số của xã này là 3.306 người.